# Клодель, Дельфин
Дельфин Клодель (фр. Delphine Claudel; род. 23 марта 1996, Ремирмон, Лотарингия, Франция) — французская лыжница. Участница Олимпийских игр 2018 года.

## Карьера
Дельфин Клодель представляла Францию на 6 юниорских чемпионатах мира по лыжным гонкам: в 2014, 2015 и 2016 годах выступала в соревнованиях среди юниорок до 20 лет, а в 2017, 2018 и 2019 — среди девушек до 23 лет.
На Кубке мира спортсменка дебютировала в декабре 2016 года, во французском Ла-Клюза пробежав 10-километровый масс-старт и первый этап эстафетной гонки 4×5 км.
В 2018 году Дельфин Клодель была включена во французскую делегацию на Олимпийские игры в Пхёнчхане. В личной гонке на 10 км с раздельным стартом она показала лишь 57-е время. Также спортсменка провела заключительный этап эстафеты, в которой француженки финишировали на 12-й позиции.
В дебютной для себя гонке на чемпионатах мира — квалификационном забеге спринтерских соревнований, прошедших в феврале 2019 года в австрийском Зефельде, — спортсменка показала 35-е время и не смогла пробиться в четвертьфинал. Также на первенстве планеты Дельфин приняла участие в скиатлоне, в котором стала 31-й, и эстафете, которую «трёхцветные» закончили 8-ми.
В январе 2021 года Клодель финишировала третьей в финальной гонке Тур де Ски, впервые в своей карьере взойдя на подиум на этапах Кубка мира. По итогам всей многодневки француженка заняла 16-е место в общем зачёте Тура.
На чемпионате мира 2021 года в Оберстдорфе Клодель единственной из француженок приняла участие в скиатлоне 7,5+7,5 км и, финишировав 7-й, показала лучший для себя результат на столь высоком уровне.

## Результаты

### Олимпийские игры
| Олимпийские игры | Спринт | Командный спринт | 10 км раздельный старт | 7,5+7,5 км скиатлон | 30 км масс-старт | Эстафета |
| ---------------- | ------ | ---------------- | ---------------------- | ------------------- | ---------------- | -------- |
| 2018 Пхёнчхан    | —      | —                | 57                     | —                   | —                | 12       |

### Чемпионаты мира по лыжным видам спорта
| Чемпионат мира  | Спринт | Командный спринт | 10 км раздельный старт | 7,5+7,5 км скиатлон | 30 км масс-старт | Эстафета |
| --------------- | ------ | ---------------- | ---------------------- | ------------------- | ---------------- | -------- |
| 2019 Зефельд    | 35     | —                | —                      | 31                  | —                | 8        |
| 2021 Оберстдорф | —      | —                | —                      | 7                   | —                | —        |

### Кубок Мира

#### Результаты сезонов
| Сезон | Возраст |             |           |        |     | Зачёты туров   | Зачёты туров | Зачёты туров | Зачёты туров     |
| Сезон | Возраст | Общий зачёт | Дистанция | Спринт | U23 | Nordic Opening | Тур де Ски   | Ски Тур 2020 | Финал Кубка Мира |
| ----- | ------- | ----------- | --------- | ------ | --- | -------------- | ------------ | ------------ | ---------------- |
| 2017  | 20      | н/п         | н/п       | н/п    | н/п | —              | —            | н/д          | —                |
| 2018  | 21      | н/п         | н/п       | н/п    | н/п | DNF            | DNF          | н/д          | —                |
| 2019  | 22      | 69          | 52        | 53     | 11  | —              | DNF          | н/д          | 49               |
| 2020  | 23      | 32          | 26        | 67     | н/д | —              | 23           | 16           | н/д              |
| 2021  | 24      |             |           |        | н/д | 43             | 16           | н/д          | н/д              |

#### Подиумы
- 1 подиум

| #. | Сезон   | Дата           | Место проведения       | Гонка                 | Место |
| -- | ------- | -------------- | ---------------------- | --------------------- | ----- |
| 1  | 2020/21 | 10 января 2021 | Валь-ди-Фьемме, Италия | 10,0 км Масс-старт СС | 3     |